# Palamocladium wilkesianum
Palamocladium wilkesianum là một loài Rêu trong họ Brachytheciaceae. Loài này được (Sull.) Müll. Hal. mô tả khoa học đầu tiên năm 1896.